# Chiesa dei Santi Gervasio e Protasio (Mantova)
La  Chiesa dei Santi Gervasio e Protasio è un luogo di culto cattolico di Mantova e fu edificato nel XIV secolo dalla famiglia dei Donesmondi.

## Storia
Prima di essere parrocchia della città di Mantova, la chiesa fu adibita a cappella del Lazzaretto. 
Nel 1610 era una delle 19 parrocchie urbane censite dal vescovo di Mantova Francesco Gonzaga. 
L'attuale facciata è di stile neoclassico, costruita nel 1836 su disegno dell'architetto Giovanni Battista Vergani.
Durante la guerra 1940-1945 la chiesa fu seriamente danneggiata a seguito del bombardamento del Ponte dei Mulini.
Il 23 aprile 2025, sotto il campanile della chiesa, sono state collocate sei pietre d'inciampo a ricordo dei partigiani don Costante Berselli, Franco Finetti, Spartaco Spaggiari, Aldo Salvadori, Luigi Boselli e Giovanni Ferraiolo.

## Opere d'arte
La chiesa contiene numerosi dipinti tra i quali:
- La Deposizione di Ippolito Costa
- Pala dei santi Carlo Borromeo, Giovanni Battista e Antonio da Padova di Giovanni Canti